# 白石河 (汾河)
白石河，位于中国山西省清徐县北部，是汾河右岸支流，发源于清徐县北端的庙前山老爷岭南麓，蜿蜒向南流经马峪乡武家崖村、张家山村、寺家坪村、西圪台头村、后窑村、碾底村、涧沟村、西迎南风村、李家楼村和县城清源镇东北部，经白石河与西干渠交叉闸注入汾河。河长20.08千米，流域面积62.9平方千米河道平均宽3.13km，河道纵坡为21‰。